# La Chana

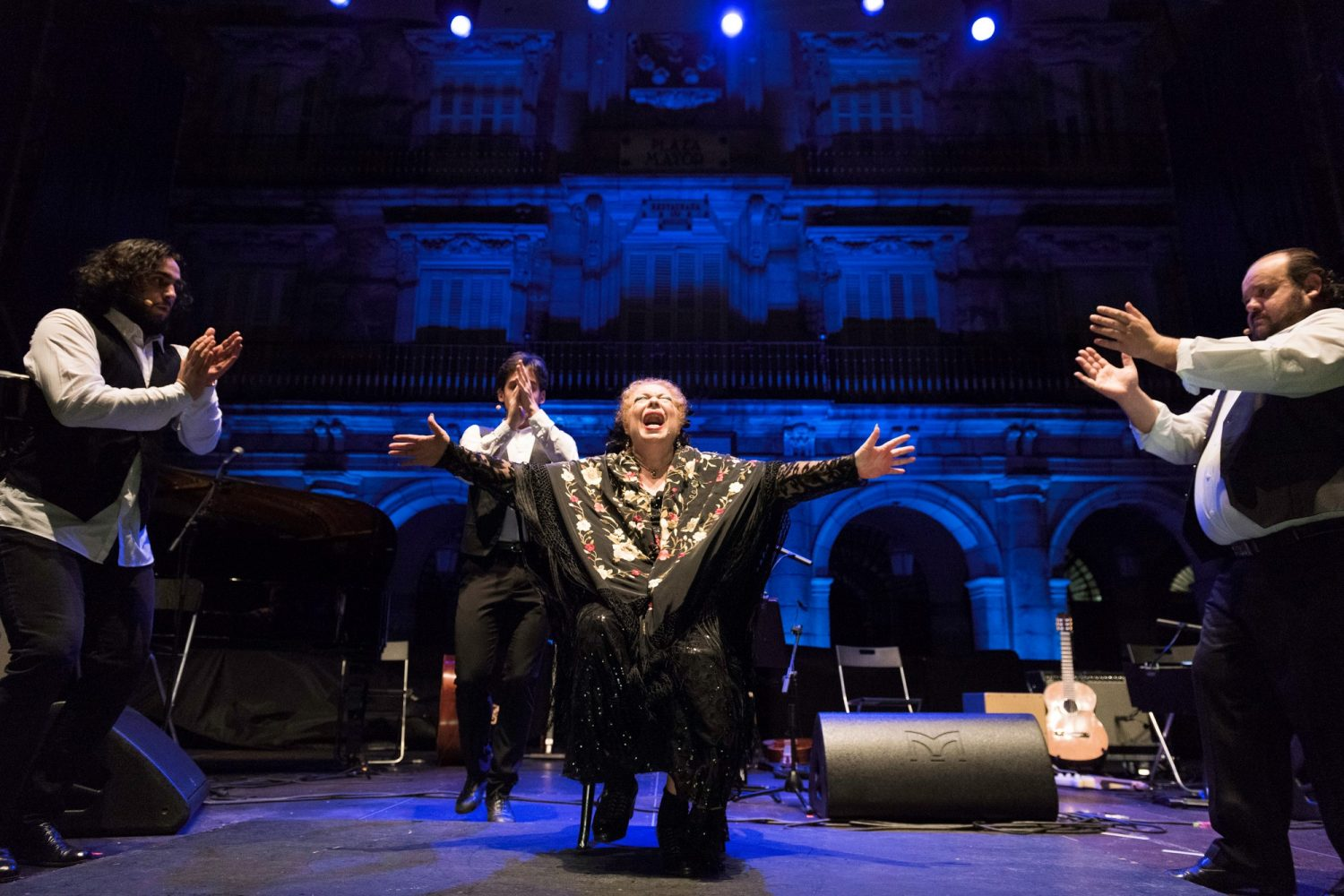
La Chana beim internationalen Tag der Frau 2018 auf der Plaza Mayor in Madrid.

La Chana, eigentlich Antonia Santiago Amador (* 24. Dezember 1946 in Barcelona), ist eine spanische Flamenco-Tänzerin aus dem Volk der Roma.

## Leben

### Die Anfänge
Antonia Santiago Amador ist die dritte von sechs Geschwistern der Familie von María Amador und Joaquín Santiago. Sie wuchs in ärmlichen Verhältnissen in L’Hospitalet de Llobregat auf. Die Schule besuchte sie nur drei Wochen lang, weil sie von ihren Mitschülerinnen rassistisch beschimpft wurde. Im Alter von 11 Jahren begann sie in einer Fabrik zu arbeiten. Ihrer eigenen Erinnerung nach lernte sie Flamenco durch Zuhören im Radio. Eines Tages, als sie 14 Jahre alt war, tanzte sie auf einem Fest spontan zum Gitarrenspiel ihres Onkels, als dieser zu Seguiriyas und Soleares aufspielte. Dieser nahm sie, gegen den Widerstand des Vaters, als Tänzerin in seine Obhut. Wenig später folgten Auftritte im Tablao Los Tarantos in Barcelona. Ihr Künstlername La Chana entspricht dem des Onkels, der sich El Chano nannte. Der Name leitet sich von chanelar ab, was in der Sprache der Roma verstehen oder wissen bedeutet.
In ihrem Elternhaus herrschte die Auffassung, dass Künstlerin ein ehrloser Beruf sei. Deshalb pflegte der Onkel sie einzusperren, wenn sie keine Tanzauftritte hatte, um ihre vermeintliche Ehre zu schützen. Mit 17 Jahren heiratete sie einen Gitarristen. Ein Jahr später, mit 18 Jahren, brachte sie die gemeinsame Tochter zur Welt.

### Erste Karriere und Ehe-Tyrannei
Nach der Geburt des Kindes wurde ihr Ehemann ihr Manager, und sie tanzte wieder im Los Tarantos in Barcelona. Salvador Dalí wurde auf sie aufmerksam und kam häufig in das Tablao, um ihren Tanz zu sehen. Sie mochte seine Besuche nicht, weil er seine beiden Geparden mitbrachte, die bei ihrem Fußtrommeln laut wurden und ihr Furcht einflößten. Ein Jahr später engagierte Peter Sellers sie für den Kinofilm The Bobo. Er bot ihr weitere Engagements in Hollywood an, ihr Ehemann stellte sich dem jedoch entgegen.
Im Alter von 22 Jahren fand sie großen Zuspruch mit ihren Auftritten im Tablao Las Canasteros in Madrid. Es folgten der erste Preis beim Perth Dance Festival in Australien und jahrelange Engagements im Teátro Arniches in Alicante und im Florida Park in Madrid. Im Februar 1977 trat sie in José María Íñigos Fernsehsendung Esta noche fiesta auf. Der Auftritt fand großen Zuspruch beim Publikum und bei der Presse. Nach mehreren weiteren Auftritten wurde sie von anderen Fernsehsendern angesprochen sowie für Auftritte vor großem Publikum in Argentinien und Chile engagiert. Nach Erfolgen in Madrid ging sie mit ihrer Show La Chana presenta auf Welttournee, musste diese jedoch abbrechen, weil ihr Ehemann sich dem entgegenstellte.
Unter dem Eindruck dieser Enttäuschung und der Tyrannei ihres Ehemanns zog sie sich 1979 von der Bühne zurück. Dieser hatte sie schon in den Jahren zuvor geschlagen und gedemütigt und hatte ihre Honorare an sich genommen. Schließlich verließ er sie und die Tochter und ließ beide völlig mittellos zurück.

### Comeback und zweite Karriere
Unternehmer aus der Theaterszene und Künstler aus ihrem Umfeld ermutigten sie zur Rückkehr. So trat sie 1985 erneut ins Rampenlicht. Vier Jahre lang tanzte sie bei der Compañía La Cumbre Flamenca unter der Leitung von Paco Sánchez, neben Antonio Canales und anderen bekannten Künstlerinnen und Künstlern. Darüber hinaus hatte sie weltweit erfolgreiche Engagements. 1990 heiratete sie in New York ihren zweiten Ehemann Félix Comás, mit dem sie seitdem zusammenlebt. Ihr Aufenthalt in New York war verbunden mit erfolgreichen Auftritten im Joyce Theatre.
Danach wurden ihre Auftritte seltener. So trat sie beim Festival de Flamenco de Ciutat Vella und bei der Flamenco-Biennale von Sevilla auf. 2016 lud Rocío Molina sie als Gastkünstlerin ihrer Show ein. Überschwänglich äußerte sich Rocío Molina über die ältere Kollegin:

«... no sé explicarlo, pero yo quiero ser como tu baile. Gracias es poco, lo que te puedo decir, tanto yo, como el público y artistas que tuvimos el honor de verte, ¡nos dejaste locos de arte! Los flamencos no debemos olvidar a esta gran bailaora jamás en nuestras vidas. Chana, de mayor quiero ser como tu…»

„... Ich kann es nicht erklären, aber ich möchte sein wie dein Tanz. Dir zu danken ist zu wenig. Wie das Publikum und die Künstler, die die Ehre hatten, dich zu sehen, kann ich sagen: Du hast uns mit Kunst verrückt gemacht! Wir, die Flamenco-Gemeinschaft, dürfen diese große Tänzerin nie im Leben vergessen. Chana, irgendwann möchte ich so sein wie du ...“

In der letzten Zeit ihrer Karriere trat sie aufgrund ihres Alters, Arthritis und schmerzender Knie im Sitzen auf, begeisterte so aber nach wie vor ihr Publikum mit ihrer rasanten und gefühlvollen Fuß-Perkussion und den ausdrucksvollen Bewegungen des Oberkörpers und der Arme. 2018 erschien ihre gemeinsam mit Beatriz del Pozo verfasste Autobiografie La Chana: Bailaora. Im selben Jahr ehrte das Instituto de Cultura Gitana sie mit dem Preis für Literatur und darstellende Kunst.
Im April 2022, im Alter von 75 Jahren, gab La Chana ihren endgültigen Abschied von der Bühne mit einer Vorstellung im Teatro Monumental in Mataró.